# Brockel
Brockel (ausgesprochen mit langem „o“ aufgrund Dehnungs-c) ist eine Gemeinde in der Samtgemeinde Bothel im niedersächsischen Landkreis Rotenburg (Wümme) in Deutschland.

## Geografie

### Gemeindegliederung
Die Gemeinde besteht neben dem Ortskern von Brockel aus den Ortsteilen Bellen, dem Gut Trochel mit der Wüstung Nelson und Wensebrock. Ein Großteil der Gemeindefläche ist bewaldet.

### Nachbargemeinden
- Hemsbünde
- Bothel
- Visselhövede
- Hemslingen
- Scheeßel
- Rotenburg (Wümme)

## Geschichte
Brockel war bis zur Reformation ein Wallfahrtsort. Südlich von Brockel befand sich das Gut Trochel mit einem Schloss und einem Park, von dem heute noch Reste im Staatsforst Trochel erkennbar sind.
Am 1. März 1974 wurde die Nachbargemeinde Bellen eingegliedert.

### KZ-Zug von Brockel
Mit KZ-Zug von Brockel wird ein Häftlingstransport bezeichnet, der im April 1945, wenige Tage vor dem Ende des Zweiten Weltkriegs, in der Nähe des Bahnhofes Brockel strandete. Die Strecke wurde bombardiert, sodass es zum Zwangsstopp kam.
Der Zug war Teil der Evakuierungstransporte, mit denen die nationalsozialistische SS versuchte, die Spuren ihrer Verbrechen zu verwischen, indem sie tausende KZ-Häftlinge aus dem Konzentrationslager Neuengamme und dessen Außenlagern vor den heranrückenden alliierten Truppen in andere Regionen Deutschlands verbrachte. Diese Transporte wurden häufig als „Todesmärsche auf Schienen“ bezeichnet, da sie unter unmenschlichen Bedingungen durchgeführt wurden.
Ein Waggon wurde abgekoppelt und auf ein Abstellgleis geschoben. Der Grund hierfür ist unbekannt. 41 Menschen waren darin zusammengepfercht. In der Brockeler Ortschronik von Peter Richter ist in knappen Worten zu lesen: „In jenen Apriltagen trug sich auf dem Bahnhof Brockel Schreckliches zu.“ Der Autor schreibt davon, dass die 41 Menschen erschossen wurden. Andere Quellen, die auf mündlicher Überlieferung basieren, sprechen davon, dass die Menschen elendig verhungert seien. Tatsache ist: Alle 41 KZ-Häftlinge starben. Sie wurden auf einem Acker in der Nähe des Bahnhofes verscharrt. Belegt ist, dass die Toten 1964 exhumiert und auf dem Gelände der Kriegsgräberstätte Sandbostel ordentlich bestattet wurden.
Im Jahr 2023 fanden an der Stelle des Massengrabes archäologische Grabungen statt, um mehr über das Schicksal der Toten zu erfahren. Ende 2024 erhielt die Gemeinde eine Spende über 80.000 Euro eines Ortsansässigen, zweckgebunden für ein Mahnmal am ehemaligen Bahnhof. Im Juni 2025 wurde dazu ein künstlerischer Wettbewerb ausgerufen.

## Politik

### Gemeinderat
Der Rat der Gemeinde Brockel besteht aus elf Ratsfrauen und Ratsherren. Dies ist die festgelegte Anzahl für die Mitgliedsgemeinde einer Samtgemeinde mit einer Einwohnerzahl zwischen 1.001 und 2.000 Einwohnern. Die Ratsmitglieder werden durch eine Kommunalwahl für jeweils fünf Jahre gewählt. Die aktuelle Amtszeit begann am 1. November 2021 und endet am 31. Oktober 2026.
Die letzten Gemeinderatswahlen ergaben folgende Sitzverteilungen:
| Partei              | 2021 | 2016 |
| ------------------- | ---- | ---- |
| CDU                 | 6    | 7    |
| Bürgerliste Brockel | 4    | 4    |
| FDP                 | 1    |      |

### Bürgermeister
Der Gemeinderat wählte das Gemeinderatsmitglied Rolf Lüdemann (CDU) zum ehrenamtlichen Bürgermeister für die aktuelle Wahlperiode.

## Kultur und Sehenswürdigkeiten
- Heilig-Kreuz-Kirche von 1804 aus Feldsteinen. In früheren Zeiten war es ein Wallfahrtsort. Die Furtwängler-Orgel der Kirche hat etwa 2700 Pfeifen, zwei Manuale und ein Pedal, insgesamt 17 Register mit zwei Koppeln.

- Windmühle Brockel von 1860

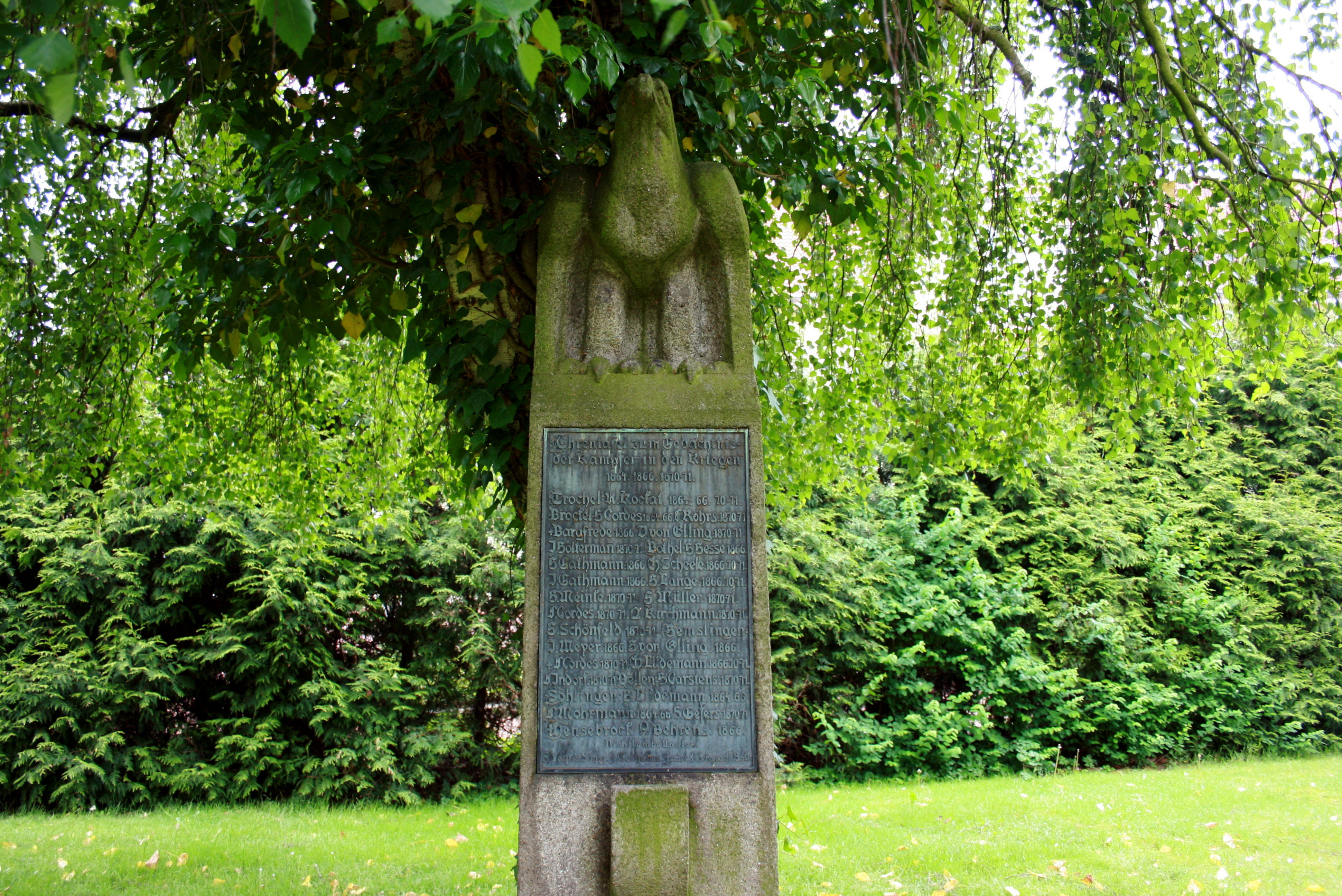
Kriegerdenkmal

- Kriegerdenkmal von vor 1912 nach Plänen von Architekt Emil Högg und Bildhauer Hermann Lüdecke für: Deutsch-Dänischer Krieg (1864), Deutscher Krieg (1866) und Deutsch-Französischer Krieg (1870/71).[10]
- Wohn- und Wirtschaftsgebäude Ostende 24 von 1780 in Fachwerk mit Brunnen von 1739
- Wohn- und Wirtschaftsgebäude Ostende 4 von 1863 in Fachwerk

## Wirtschaft und Infrastruktur

### Öffentliche Einrichtungen
Brockel ist Standort einer Grundschule und eines Kinderhortes. Ferner befindet sich hier ein Seniorenheim und eine Tagespflege. Ein Gesundheitszentrum mit Hausarztpraxis befindet sich ebenfalls in Brockel.

### Verkehr
Durch Brockel verläuft die Bundesstraße 71.
Bis zum 1. Juni 1958 besaß Brockel einen Bahnhof an der 1963 demontierten Bahnstrecke Bremervörde–Walsrode (Abschnitt Rotenburg-Visselhövede). Die heute nächstgelegenen Stationen befinden sich in Rotenburg (Wümme) und Scheeßel.
Die Gemeinde Brockel war besonders von den Planungen zur Y-Trasse betroffen, da die Y-Trasse Hannover–Hamburg/Bremen quer durch den Ort Brockel hätte verlaufen sollen und zum Teil alte, denkmalgeschützte Bauernhäuser dafür abgerissen werden sollten.

## Persönlichkeiten
- Johann Carl Wilhelm Kropp (1786–1867), Richter und Parlamentarier
- Kurt Vajen (1936–2020), ehemaliger Bürgermeister und Landtagsabgeordneter (bis 1989 CDU, später Republikaner)
- Adolf Wischmann (1908–1983), deutscher evangelisch-lutherischer Theologe und Leiter des Kirchlichen Außenamts der Evangelischen Kirche in Deutschland (EKD)

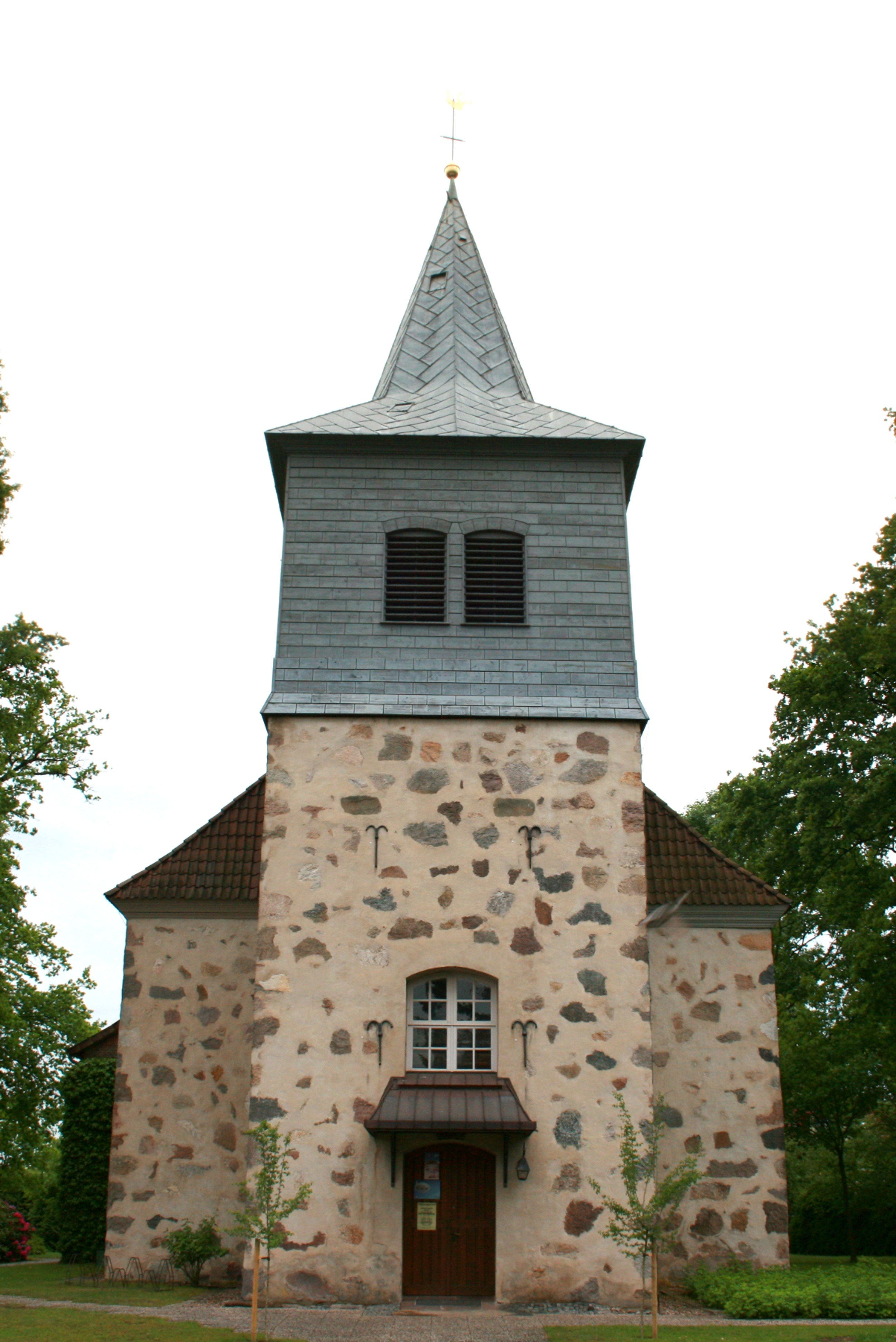
Heilig-Kreuz-Kirche
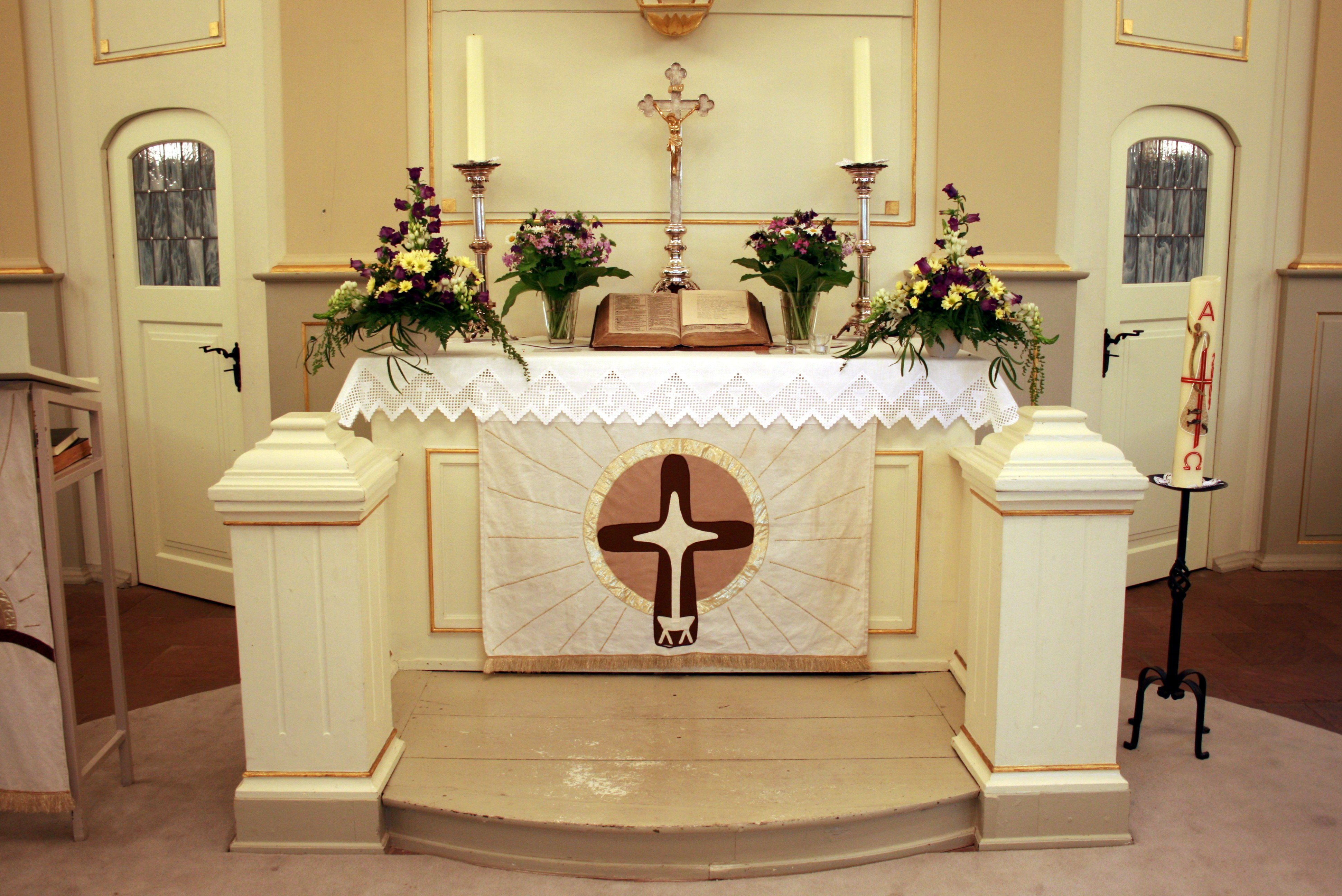
In der Kirche
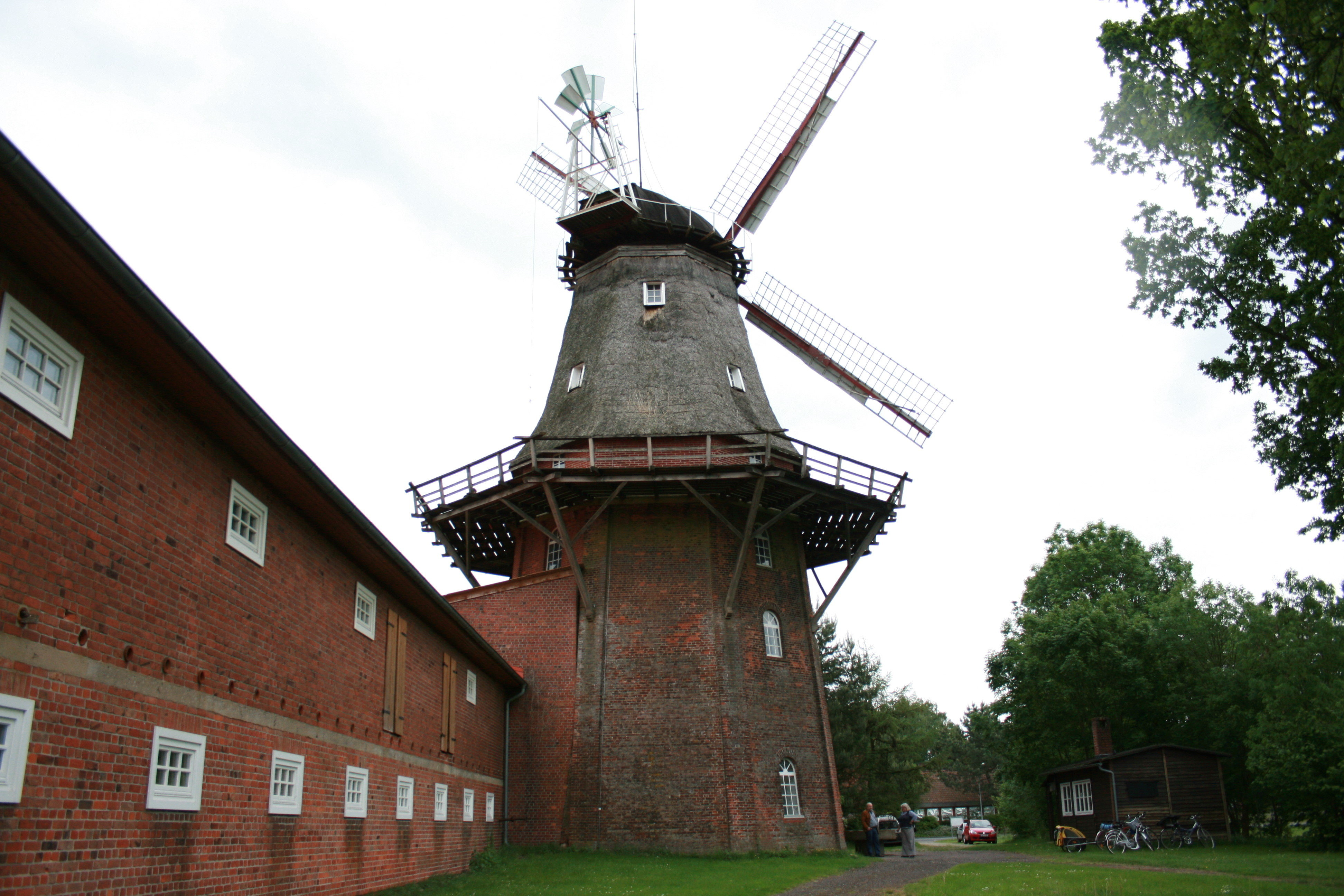
Windmühle Brockel
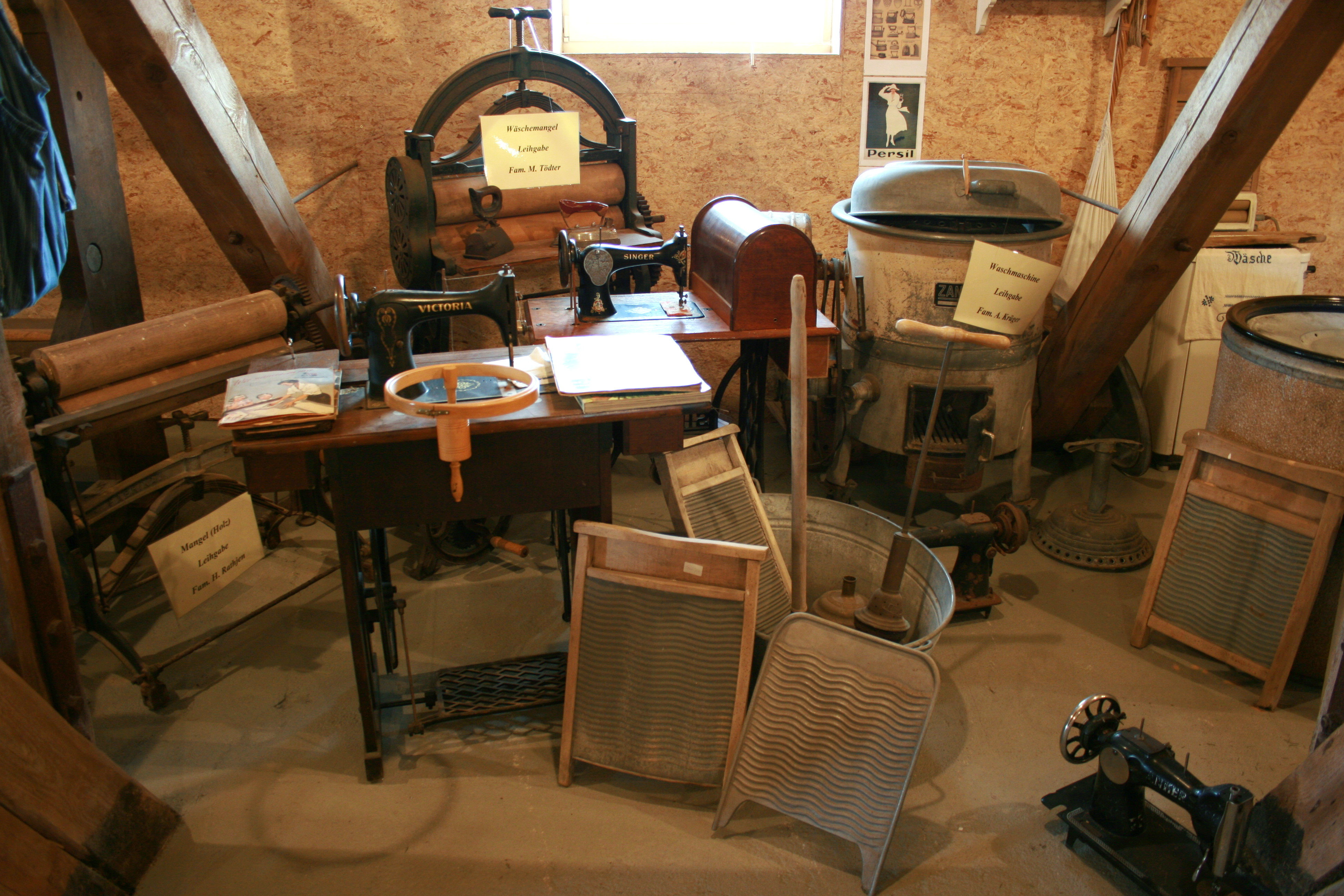
Heimatmuseum in der Windmühle